# Acritus novaeguineae
Acritus novaeguineae är en skalbaggsart som beskrevs av Yves Gomy 1977. Acritus novaeguineae ingår i släktet Acritus och familjen stumpbaggar. Inga underarter finns listade i Catalogue of Life.